# TEV Wahine
Die TEV Wahine, (TEV steht für Turbo-electric Vessel), war eine neuseeländische Fähre, die am 10. April 1968 bei Sturm im Wellington Harbour auf das Barrett Reef auflief und schließlich kenterte. Von den 610 Passagieren und 123 Mitgliedern der Mannschaft kamen 53 Menschen ums Leben. Dieses Schiffsunglück ist das bekannteste Neuseelands, wenn auch in der weiter zurückliegenden Geschichte Neuseelands Schiffsunglücke mit höheren Opferzahlen zu beklagen waren.
Neuseeländischer Hörfunk und auch das Fernsehen übertrugen das Drama während des Geschehens, war die Wahine doch in unmittelbarer Nähe zu Wellingtons Stadtteil Seatoun, nur wenige hundert Meter vom Ufer entfernt, auf ein Riff gelaufen und manövrierunfähig, bevor sie schließlich vor den Augen zahlreicher hilfloser Helfer und Einwohner Wellingtons nahe am Ufer vorbeigetrieben wurde und sechs Stunden später kenterte und sank.
Die offizielle Zahl der Todesopfer wurde zunächst mit 51 angegeben, wurde dann 22 Jahre später und am 40. Jahrestag des Unglücks im Jahre 2008 noch einmal auf jetzt 53 angehoben.

## Das Unglück

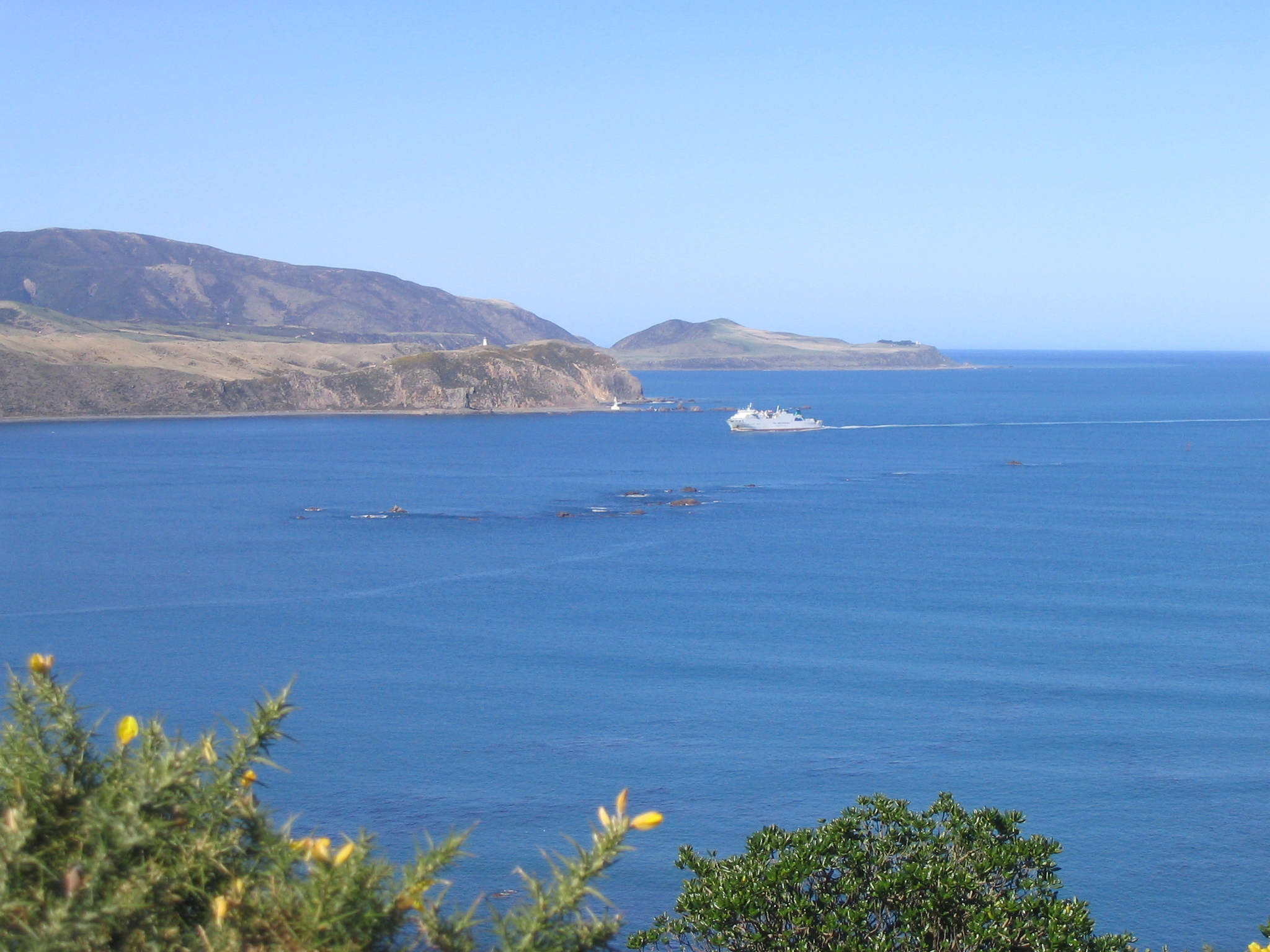
Zufahrt des Wellington Harbour mit dem Barrett Reef, fotografiert von Seatoun aus. Im Hintergrund das unbewohnte Ostufer, an dem die meisten Menschen zu Tode kamen

Am frühen Morgen des 10. April entstand über Wellington mit bis zu 275 km/h der stärkste jemals in Neuseeland gemessene Sturm, bedingt durch das Aufeinandertreffen des von Norden kommenden Zyklonen Giselle und eines antarktischen Sturms von Süden her.
Zur gleichen Zeit erreichte die von Christchurch kommende Fähre Wahine die Cookstraße und den Eingang zur Bucht von Wellington, dem Wellington Harbour. Um 5:50 Uhr morgens betrug die Windgeschwindigkeit zwischen 130 und 150 km/h, 20 Minuten später aber war sie schon auf 160 km/h angestiegen. Zu diesem Zeitpunkt waren die Wellen so hoch, dass das Radar seine Funktion verlor und das Schiff damit nahezu orientierungslos war. Die Einfahrt in die Bucht von Wellington ist schmal und von Riffen und Untiefen durchzogen. Eine riesige Welle trieb die Wahine vom Kurs ab und auf das Barrett Reef zu. Der Kapitän erkannte die Gefahr und versuchte zu wenden, das Schiff wurde jedoch aufgrund der Wellen und des Sturms zurück auf das Riff getrieben und schrammte dort um 6:40 mit dem Rumpf über die Felsen. In der Folge strömte Wasser in den Maschinenraum, und das Schiff wurde antriebslos und damit manövrierunfähig.
Der Sturm nahm weiter zu. Die Wahine driftete am Ufer der Miramar Peninsula vorbei. Trotz der Nähe zum Ufer war der Wind zu stark, als dass Hilfe möglich gewesen wäre.
Um 11:00 Uhr erreichte ein Hafenschlepper die Wahine und versuchte, ein Seil zu befestigen, um das Schiff in Richtung des etwas ruhigeren Hafens von Wellington zu schleppen, was nicht gelang.
Um 13:15 wurde die Wahine durch den Sturm und die einströmende Flut in eine Position getrieben, die etwas windgeschützter war. Dort kippte das Schiff aber plötzlich ab, so dass der Kapitän entschied, jetzt das Schiff zu evakuieren. Aufgrund der plötzlichen Schräglage des Schiffs und der Wellen konnten allerdings nur vier Rettungsboote zu Wasser gelassen werden, von denen das erste beim Wassern kippte und die Insassen ins Meer fielen. Manche konnten sich am Boot festhalten, das an das östlich gelegene Ufer getrieben wurde, wo es aber an den Felsen zerschellte.
Um 14:30 kippte die Wahine schließlich komplett auf die Seite. Zum gleichen Zeitpunkt erreichten erste Überlebende das westlich gelegene Ufer bei Seatoun. Über 200 Menschen versuchten, das östliche Ufer zu erreichen. Dieses war jedoch felsig und unbewohnt, zudem zum Zeitpunkt des Unglücks mit Fahrzeugen aufgrund von Erdrutschen nicht erreichbar. Zahlreiche, überwiegend ältere Menschen zerschellten an den Felsen oder starben am Ufer liegend vor Erschöpfung, bevor Hilfe eintraf. Diejenigen, die sich vom Sturm in Richtung des wesentlich weiter entfernten Ufers von Petone treiben ließen, hatten letztlich die höheren Überlebenschancen, sofern sie nicht unterwegs ertranken.

## Nach dem Unglück
Zehn Wochen nach dem Unglück fand der offizielle Untersuchungsbericht Mängel in den getroffenen Maßnahmen, erkannte aber an, dass die Bedingungen schwierig und gefährlich waren. Der Bericht bestätigte andererseits, dass der Zeitpunkt für die Evakuierung des Schiffes richtig war, zu einem früheren oder späteren Zeitpunkt wären vermutlich mehr Opfer zu beklagen gewesen.
Das durch die hohen Wellen in das Fahrzeugdeck eingelaufene Wasser war letztlich verantwortlich für das Kentern des Schiffs.
Versuche, die Wahine, die mehrere Jahre sichtbar gekentert im Hafen von Wellington lag, als Ganzes zu bergen, scheiterten. Spätere Stürme rissen das Wrack auseinander, so dass es schließlich an Ort und Stelle zerlegt wurde.